# Germán Sánchez (plongeon)
Pour les articles homonymes, voir Germán Sánchez.
Germán Saúl Sánchez Sánchez, né le 24 juin 1992 à Guadalajara, est un plongeur mexicain.

## Carrière
Germán Sánchez plonge depuis 2010 avec Iván García, avec lequel il remporte cette année-là la médaille d'or du haut-vol synchronisé à 10 mètres aux Jeux d'Amérique centrale et des Caraïbes à Mayagüez. Il obtient aux Jeux panaméricains de 2011 à Guadalajara une médaille d'or dans la même épreuve avec García.
Aux Jeux olympiques d'été de 2012, Iván García et Germán Sánchez sont médaillés d'argent du haut-vol à 10 mètres synchronisé.
Il remporte avec Iván García la médaille d'argent au plongeon messieurs à 10 m synchronisé aux Championnats du monde de natation 2015.
Lors des Jeux olympiques d'été de 2016, il remporte la médaille d'argent du haut-vol à 10 mètres.